# Liste der Mitglieder der American Academy of Arts and Sciences/1806
Im Jahr 1806 wählte die American Academy of Arts and Sciences vier Personen zu ihren Mitgliedern.

## Neugewählte Mitglieder
- Samuel Eliot (1739–1820)
- Thaddeus Mason Harris (1768–1842)
- Daniel Kilham (1751–1841)
- Dudley Atkins Tyng (1760–1829)